# ماريا أنطونيا النمساوية
ماريا أنطونيا من النمسا (18 يناير 1669 - 24 ديسمبر 1692) كانت ابنة المتبقية لـ ليوبولد الأول، إمبراطور روماني مقدس ومارغريت تيريزا الإسبانية، تزوجت من ماكسيمليان الثاني إيمانويل، ناخب بافاريا، وانجبت له ثلاثة أطفال كلهم توفوا هم صغار، إلا أن أبنها الأصغر يوزف فرديناند رشح لورثة تاج إسبانيا وإمبراطوريتها الواسعة إلا أنه توفى في 1699 قبل وفاة الملك بعام واحد، مما أدى لاحقاً إلى حرب الخلافة الإسبانية.